# جايسون وايت (موسيقي)
جايسون وايت (بالإنجليزية: Jason White)‏ (و. 1973  م) هو موسيقي، وعازف قيثارة أمريكي، ولد في نورث ليتل روك، يستخدم آلات قيثارة، وهو عضوٌ في غرين دي.

## التعليم
تعلم في Little Rock Central High School ‏.

## وصلات خارجية
- جايسون وايت على موقع IMDb (الإنجليزية)
- جايسون وايت على موقع ميوزك برينز (الإنجليزية)
- جايسون وايت على موقع ديسكوغز (الإنجليزية)
- جايسون وايت على موقع قاعدة بيانات الفيلم (الإنجليزية)

- جايسون وايت في قاعدة بيانات الأفلام على الإنترنت